# Élisabeth de Clermont-Tonnerre
Pour les articles homonymes, voir Clermont-Tonnerre.
Œuvres principales
- Marcel Proust, 1948

Antonia Corisande Élisabeth de Gramont, née le 23 avril 1875 à Nancy et morte le 6 décembre 1954 à Paris dans le 16e arrondissement, est une femme de lettres et noble française, surtout connue pour sa longue relation homosexuelle avec Natalie Clifford Barney. Surnommée « la duchesse rouge », ou « Lily » dans le cercle familial, elle écrivait sous le nom de son époux, Élisabeth de Clermont-Tonnerre, ou sous le sien, Élisabeth de Gramont.

## Biographie

### Famille et origines
Descendante d’Henri IV, elle est la fille d'Antoine XI Alfred Agénor, duc de Gramont, prince de Bidache  et d'Isabelle de Beauvau-Craon, qui meurt d'une fièvre puerpérale quatre jours après lui avoir donné naissance. Elle est la demi-sœur du duc de Guiche, grand ami de Proust, et aussi la nièce du comte de Gramont, mémorialiste.
Après avoir grandi parmi la plus haute noblesse, elle épouse le 2 juin 1896 à Paris dans le 8e arrondissement, le lendemain en l'église Saint Pierre de Chaillot, Aimé François Philibert, marquis, puis duc de Clermont-Tonnerre (1871-1940). Le mariage n'est pas heureux car son mari la bat et ce jusqu'à leur séparation en 1920. Le couple a deux filles :
- Antonia-Béatrix-Corisande (1897-1930), mariée (sans le consentement de ses parents et en l'absence de sa famille) le 26 avril 1921[3] avec André Gault (1879-1952), fils d'un agent de change. Par suite de mésentente, cette union est dissoute par divorce en 1924. Sans postérité  [4] ;
- Isabelle-Gabrielle-Diane (1902-1950), mariée en 1924 avec le comte belge Guy de Berlaymont (1892-1946), qui donne naissance à :
  - Élisabeth de Berlaymont (°Flostoy, 1924-2010), dernière représentante de la famille Berlaymont, mariée en 1949 avec le comte Charles de Chabannes La Palice (1928-1988) et en secondes noces avec Ahmed Hadj-Hamou (1920-1993).

### Vie littéraire
Elle est très liée à Robert de Montesquiou, à Remy de Gourmont, à Oscar Vladislas de Lubicz-Milosz et à Marcel Proust, qu’elle avait rencontré en 1903 et que le jeune ménage invite parfois dans sa propriété à la campagne. La duchesse publie du reste un livre en souvenir de son amitié avec Marcel Proust qu'elle a côtoyé jusqu'à la fin de sa vie. Dans ses Mémoires, elle évoque nombre de personnes qui inspirèrent Proust pour À la recherche du temps perdu. Elle est furieuse du projet de remariage (le troisième, car il est deux fois veuf) de son père, le duc Agénor, avec une aristocrate italienne beaucoup plus jeune que lui, qui a lieu finalement en 1907, et qui lui donnera deux fils.

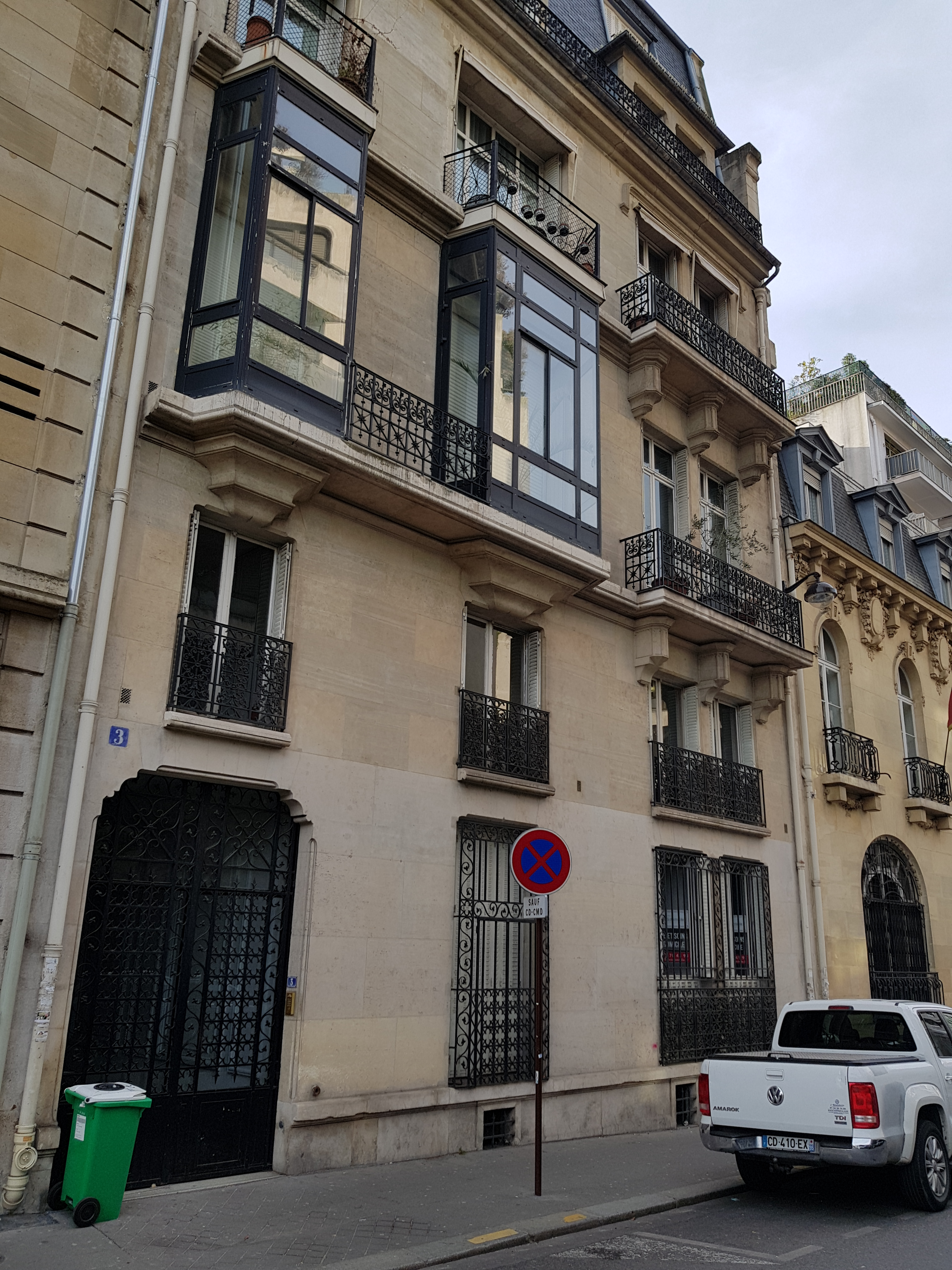
No 3, rue de la Faisanderie, Paris 16e : dernière demeure d'Élisabeth de Clermont-Tonnerre.

En 1906, Louise Catherine Breslau la peint dans le Portrait de la duchesse de Clermont-Tonnerre à l'Ombrelle. Elle publie la première traduction française des poèmes de John Keats en 1907 et son premier livre, Un collier de villes, en 1910 à compte d'auteur.

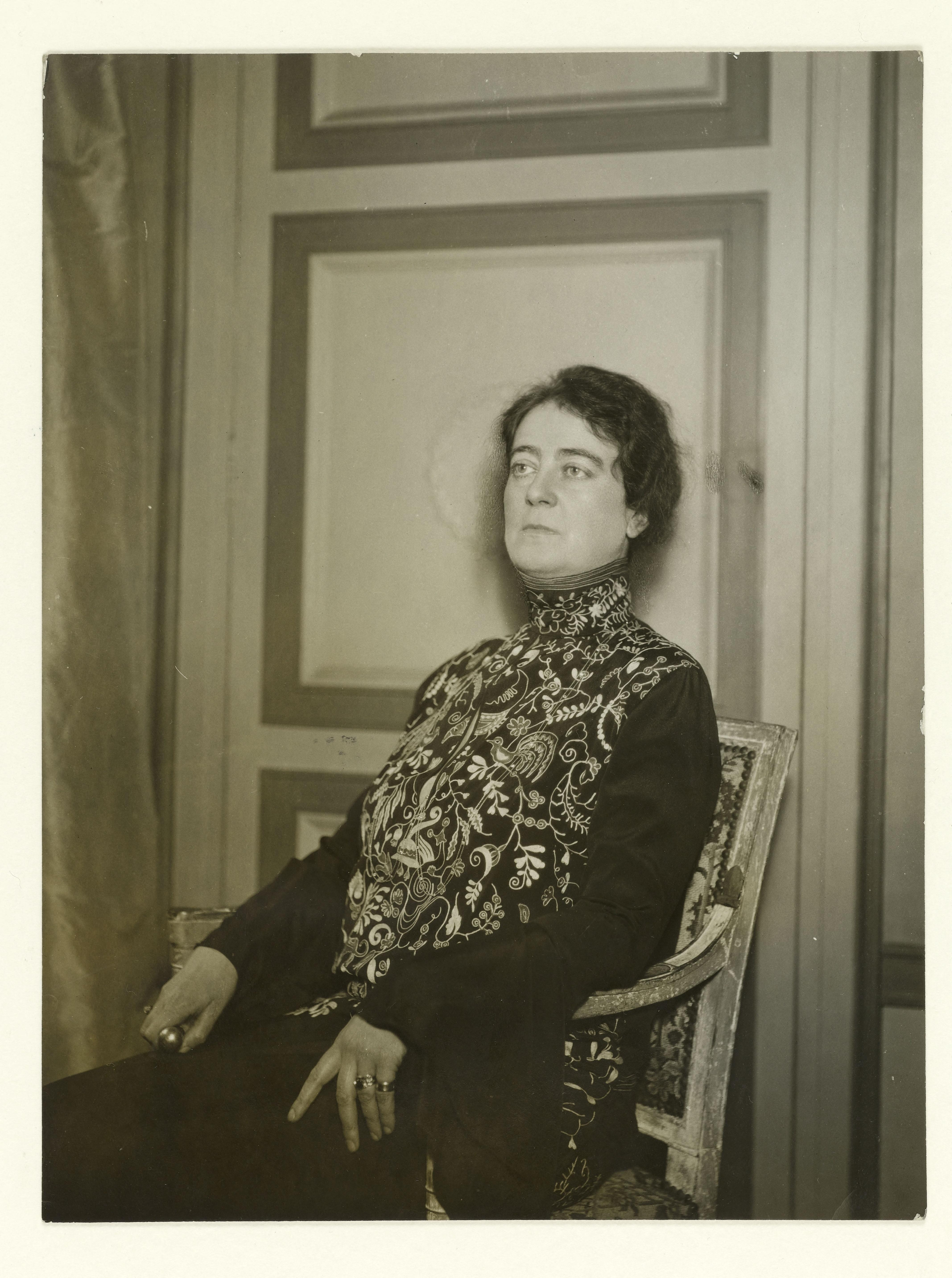
Elisabeth de Gramont chez elle au 4, square de l'Alboni (1924).

Opiniâtre, connue pour son franc-parler, elle se fâcha avec toute sa proche famille en abandonnant le monde de richesse où elle avait grandi pour soutenir le socialisme, en participant aux défilés du Front populaire et en se liant avec des hommes politiques de gauche. Proche d'Anatole France, elle rencontre ainsi Henri Barbusse, Georges Clemenceau et Paul Painlevé. Elle s'attache néanmoins à décrire le style de vie de son milieu social, dans plusieurs ouvrages.

### Décès
Décédée rue de la Faisanderie, dans le 16e arrondissement de Paris (ayant été occupante de l'hôtel Dreyfus, 7 rue Mallet-Stevens dès 1929), elle est enterrée à Glisolles (Eure), dans la chapelle funéraire privée des Clermont-Tonnerre, de style néo-classique, en pierre et briques, située dans le bourg près de l'église.

## Vie privée
Au printemps 1909, elle rencontre Natalie Clifford Barney et devient sa maîtresse le 1er mai 1910, date qui deviendra leur date anniversaire de rencontre. Bien qu’elles aient été infidèles, elles furent dévouées l’une à l’autre pour le restant de leurs jours. Le 20 juin 1918, Natalie rédigea un « contrat de mariage » symbolique qui, en substance, les liait, du moins en esprit, mais pas charnellement, contrat honoré par toutes deux jusqu’à ce que la mort les sépare.
Ayant découvert son lesbianisme après sa rencontre avec Natalie, elle divorcera d'avec son époux le 24 décembre 1920.
Vivant également d'autres amours lesbiennes, Élisabeth de Gramont admettra les nombreuses liaisons de Natalie (notamment celle avec la peintre Romaine Brooks, qu’elle invitera chez elle à la campagne, et qui fit son portrait).

## Œuvres
- Un collier de villes, Évreux, Charles Hérissey, 1910, 176 p., (OCLC 463770300).
- Histoire de Samuel Bernard et de ses enfants, Paris, Librairie ancienne Honoré Champion, 1914, 1 vol. in 8°, XII+418 pp. Ill.. ;
- Du bon ton, Paris, Ernest Flammarion, 1923, 236 p., (OCLC 6986641).
- Robert de Montesquiou et Marcel Proust, Flammarion, 1925, 248 p.
- Mémoires : Au temps des équipages, 1, Paris, Bernard Grasset, 2017 (1re éd. 1928), 246 p. (OCLC 925572, lire en ligne)
- Mémoires : Les Marronniers en fleurs, 2, Paris, Bernard Grasset, 1929, 281 p. (OCLC 459533472, lire en ligne)
- Mémoires : Clair de lune et taxi, vol. 3, 1929, Paris, Grasset, 1932, 269 p., (OCLC 21190012).
- Mémoires : La Treizième Heure, vol. 4, Paris, Grasset, 1935, 328 p., (OCLC 29243821).
- Almanach des bonnes choses de France, Paris, G. Crès, 1920, 246 p., (OCLC 8270885).
- Le Chemin de l’U.R.S.S, Paris, Rieder, 1933, 164 p., (OCLC 557789064).
- Le Diable chez la marquise, illustrations de Chas-Laborde, 1938, 164 p., (OCLC 504150077).
- Le Golf, Paris, Nouvelle Société d'Édition, 1930, 121 p., (OCLC 254628095).
- Autour de Saint-James, Paris, Éditions du Pavois, 1945, 235 p., (OCLC 12896450).
- Barbey d'Aurevilly, Paris, Bernard Grasset, 1946, 244 p., (OCLC 2012464).
- Marcel Proust, Paris, Flammarion, 1948, 284 p., (OCLC 1949975) ;
- La Famille des Clermont-Tonnerre depuis l'an 1070, Paris, Fasquelle, 1950, 1 vol. in 12°, 200 p. ;
- La Femme et la Robe : des modes et de leurs singularités, Paris ; Genève, La Palatine, 1952, 151 p.
- Souvenirs du monde de 1890 à 1940, Paris, Bernard Grasset, 1966, 453 p., (OCLC 491424090).
- Louise-Catherine Breslau et Degas, La Revue de Paris, n° 20, 1932, sur les artistes Louise Catherine Breslau et Edgar Degas. La réédition 2015 de l'ouvrage de Madeleine Zillhardt, Monsieur Edgar Degas, le publie en appendice[8].

## Pour approfondir